# Сорокинское сельское поселение (Ярковский район)
Сорокинское сельское поселение — муниципальное образование в Ярковском районе Тюменской области.
Административный центр — село Сорокино.

## Состав поселения
В состав сельского поселения входят:
- село Сорокино
- деревня Бехтери
- деревня Еманаул
- деревня Липовка
- деревня Мазурова
- посёлок Советский
- деревня Сеиты